# Hairspray (2007)
Hairspray ist eine US-amerikanisch-britische Filmkomödie aus dem Jahr 2007, inszeniert von Adam Shankman im Auftrag von New Line Cinema. Er ist eine Verfilmung des bekannten Musicals Hairspray, das auf dem gleichnamigen Film von John Waters (Hairspray, 1988) basiert. In den Hauptrollen sind unter anderem John Travolta und Christopher Walken zu sehen, die die Rolle eines Ehepaars spielen. Vom 20. Juli 2007 an wurde der Film erfolgreich in den englischsprachigen Ländern gespielt und war ab dem 6. September 2007 auch in Deutschland zu sehen.

## Handlung
Baltimore, 1962: Die füllige Tracy Turnblad verfolgt mit ihrer Freundin Penny Pingleton regelmäßig die Corny Collins Show im lokalen Fernsehen. Als eine der Darstellerinnen – „für voraussichtlich neun Monate“ – aus der Sendung aussteigt, veranstaltet Moderator Corny Collins ein Casting, um Ersatz zu finden. Tracy bewirbt sich, obwohl sie bei ihren Eltern Edna und Wilbur auf heftigen Widerstand stößt, da die beiden mit dem neuartigen Musikstil der jungen Generation nichts anfangen können. Wegen Tracys Körperfülle vergibt die Sendeverantwortliche Velma von Tussle, die gleichzeitig die Mutter von der ehrgeizigen Bewerberin Amber ist, die Rolle nicht an sie. Mit Unterstützung von Link Larkin, Ambers Freund, und Seaweed J. Stubbs, Star des Negro-Day, an dem einmal im Monat schwarze Jugendliche in der Corny Collins Show auftreten, entdeckt Produzent und Host Corny Collins Tracys Talent auf einer Schulfeier.
Nun hat Tracy das Engagement ihrer Träume: Sie darf neben Link Larkin in der berühmtesten Jugendshow Baltimores auftreten. Velma ist davon alles andere als begeistert, denn sie fürchtet, dass Tracy, die auf Grund ihrer Persönlichkeit Publikumsliebling wird, Amber die Chance auf den Titel der Miss Teenage Hairspray, der jährlich von Sponsor UltraClutch Hairspray vergeben wird, streitig machen wird.
Als Corny Collins ihr dann auch noch eröffnet, dass er den Negro-Day abschaffen und stattdessen die schwarzen Tänzer in die täglichen Sendungen einbauen will, platzt ihr der Kragen: kurzerhand setzt sie den Negro Day ab und streicht jegliche Auftritte Schwarzer aus dem Sendeprogramm. Die schwarzen Darsteller sind am Boden zerstört, allen voran Maybelle Stubbs, die frühere Moderatorin des Negro Day und Mutter von Seaweed.
Tracy initiiert einen Protestmarsch, bei dem gegen die Rassentrennung im Fernsehen demonstriert wird. Sie marschiert als eine der wenigen Weißen in der ersten Reihe mit und versetzt bei der Konfrontation mit der Polizei einem hochrangigen Polizeibeamten einen Schlag mit ihrem Protestschild, was in den Medien aufgebauscht wird. Tracy muss vor der Polizei flüchten und versteckt sich bei Penny. Doch deren streng konservative Mutter findet sie und sperrt sie im Keller ein, um sie später der Polizei zu übergeben. Ihre eigene Tochter fesselt sie ans Bett. Diese wird aber kurz darauf von ihrem Freund befreit und steckt Tracy den Kellerschlüssel zu, sodass auch sie freikommt und sich zu Stubbs flüchten kann. Dort wird ein Schlachtplan für die Liveübertragung der Miss Teenage Hairspray-Wahl am nächsten Nachmittag ausgeheckt.
Die schwarzen Tänzer übernehmen teilweise die Kontrolle über das Aufnahmestudio und ermöglichen es Tracy und der Schwester von Seaweed, live aufzutreten. Ambers Auftritt wird ein Desaster und die Misswahl gewinnt Li’l Inez, Seaweeds Schwester.

## Hintergrund

### Darsteller

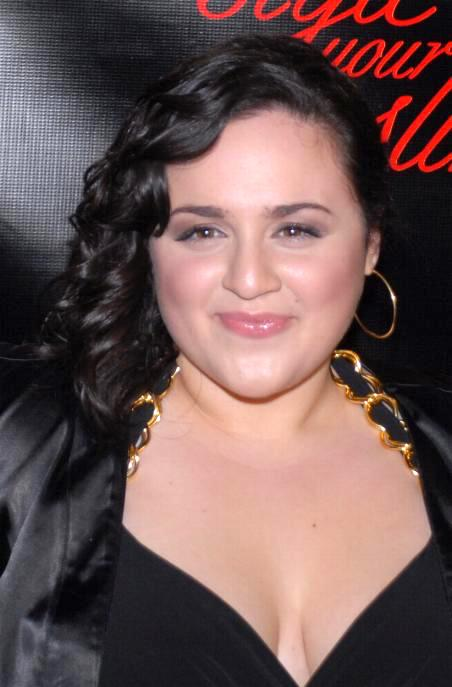
Nikki Blonsky im Januar 2008

Für die zur Drehzeit 17 bzw. 18 Jahre alte Nikki Blonsky stellte der Film 2007 den Durchbruch dar. Sie hatte vor ihrer Verpflichtung für Hairspray in einer Eisdiele gearbeitet und sich bereits mehrfach für die Rolle der Tracy Turnblad in der Hairspray Broadwayaufführung beworben, war jedoch noch zu jung. Ricki Lake, die Schauspielerin, die die Rolle im Originalfilm von 1988 gespielt hatte, hat in der neuen Version einen kleinen Gastauftritt als Jurorin für die „Miss Teenage Hairspray“. Jerry Stiller, ehemals der Darsteller des Wilbur Turnblad, tritt in der Neuverfilmung als Mr. Pinky in Erscheinung. Bevor Christopher Walken die Vaterrolle bekam, waren auch Billy Crystal und Jim Broadbent dafür im Gespräch. Für Michelle Pfeiffers Rolle Velma von Tussle wären auch Meryl Streep oder Madonna in Frage gekommen. Pfeiffer hatte nach dem Film Weißer Oleander (2002) eine fünfjährige Pause gemacht und feierte mit Hairspray ein kleines Comeback.
John Travolta, der hier zum ersten Mal eine weibliche Rolle verkörpert, brauchte während der Dreharbeiten täglich vier bis fünf Stunden, um einen 15 Kilogramm schweren Fettanzug und darüber sein Kostüm anzuziehen. Sein Gesicht wurde mit fünf Silikon-Gelpads verbreitert. Zac Efron ließ für seine Rolle des Link Larkin seine Haare färben und kürzen. Er musste zudem für die Rolle sieben Kilo zunehmen.
Der Film enthält mehrere Cameos. John Waters, der Regisseur und Autor von Hairspray, ist in der Anfangsnummer Good Morning, Baltimore kurz als Exhibitionist zu sehen. Ricki Lake, die Hauptdarstellerin der ersten Films, tritt als Talentagentin auf. Jerry Stiller, der Tracys Vater in dem Film von 1988 spielte, übernahm eine Gastrolle als Mr. Pinky.

### Synchronisation
Die deutschsprachige Synchronisation entstand durch die Berliner Synchron nach einem Dialogbuch von Stefan Fredrich, der auch die Dialogregie führte.
| Rolle               | Darsteller         | Synchronsprecher         |
| ------------------- | ------------------ | ------------------------ |
| Tracy Turnblad      | Nikki Blonsky      | Tanya Kahana             |
| Edna Turnblad       | John Travolta      | Thomas Danneberg         |
| Velma von Tussle    | Michelle Pfeiffer  | Andrea Aust              |
| Wilbur Turnblad     | Christopher Walken | Bodo Wolf                |
| Penny Pingleton     | Amanda Bynes       | Susanne Geier            |
| Corny Collins       | James Marsden      | Robin Kahnmeyer          |
| Motormouth Maybelle | Queen Latifah      | Martina Treger           |
| Amber von Tussle    | Brittany Snow      | Maria Koschny            |
| Link Larkin         | Zac Efron          | David Turba              |
| Seaweed J. Stubbs   | Elijah Kelley      | Julien Haggége           |
| Prudy Pingleton     | Allison Janney     | Karin Buchholz           |
| Mr. Pinky           | Jerry Stiller      | Eckart Dux               |
| Inez Stubbs         | Taylor Parks       | Adak Azdasht             |
| Miss Wimsey         | Jayne Eastwood     | Kerstin Sanders-Dornseif |
| Mr. Springer        | Paul Dooley        | Roland Hemmo             |

### Dreharbeiten
Ein Großteil der Aufnahmen wurde aus Kostengründen nicht in Baltimore, sondern in Toronto gedreht. Ebenfalls in Kanada dienten Hamilton (Queen Victoria School) und weitere Örtlichkeiten in Ontario als Schauplätze. Gedreht wurde vom 5. September bis 8. Dezember 2006.

## Rezeption

### Kritik
James Berardinelli verglich Hairspray in seiner Filmkritik mit anderen für die Leinwand adaptieren Musicals wie Der kleine Horrorladen (1986) oder The Producers (2005). Die Handlung des Films sei eher einfach, die Charaktere jedoch „liebenswert“ und die Musik „mitreißend, wenn nicht gar unvergesslich“. Roger Ebert bewertete den Film fast mit Bestzahl und begründet dies damit, dass der Film „richtig aussehe“, „richtig klinge“ und sich „richtig anfühle“. Die Energie der Hauptdarsteller sei wichtiger als die Handlung.
Als „beste Musicalverfilmung der letzten Zeit“ lobte die Internetseite filmstarts.de den Film und stellte dabei besonders Travoltas Schauspielkunst in den Vordergrund. Das Lexikon des internationalen Films urteilte: „Unbeschwerte Musical-Version der gleichnamigen, zum Kultfilm avancierten Teenie-Komödie von John Waters 1987, wobei der Schwerpunkt, dem Genre entsprechend, nun auf dem Gesang liegt. Nicht so bissig und politisch unkorrekt wie die Filmvorlage, dafür beseelt von mitreißenden Songs und einem hingebungsvoll agierenden Ensemble.“

### Finanzieller Erfolg
Hairspray spielte 201 Mio. US-Dollar ein, davon allein in den Vereinigten Staaten 119 Mio. US-Dollar. Sein Budget von geschätzten 75 Mio. US-Dollar spielte der Film noch vor dem Start in den europäischen Ländern ein. Er galt damit ein Jahr lang als die dritterfolgreichste Musicalverfilmung der letzten 34 Jahre; ein höheres Einspielergebnis in diesem Zeitraum erzielten in den Vereinigten Staaten nur Grease aus dem Jahr 1977 (Platz 1 mit 188 Mio. US-Dollar) und Chicago von 2002 (Platz 2 mit 171 Mio. US-Dollar). (Mit John Travolta (Grease) und Queen Latifah (Chicago) spielten außerdem zwei der Darsteller aus Hairspray in diesen Filmen mit.) Im Sommer 2008 wurde Hairspray von dem ABBA-Musical Mamma Mia! (bisheriges Einspielergebnis: 136 Mio. US-Dollar) auf Platz 4 der Liste verwiesen.
| Land            | Besucher 2007–2009 |
| --------------- | ------------------ |
| USA             | 17.277.885         |
| Großbritannien  | 2.490.174          |
| Italien         | 529.488            |
| Frankreich      | 500.388            |
| Spanien         | 462.336            |
| Niederlande     | 279.157            |
| Deutschland     | 199.332            |
| Zur Information |                    |
| Österreich      | 46.505             |
| Schweiz         | 42.901             |

## Auszeichnungen
- Hairspray wurde bei den Golden Globe Awards 2008 in den drei Kategorien „Bester Film (Komödie/Musical)“, „Beste Hauptdarstellerin (Nikki Blonsky)“ und „Bester Nebendarsteller (John Travolta)“ nominiert, konnte aber keinen Preis erringen.
- Der Film wurde schon vor seiner Premiere bei den MTV Movie Awards 2007 als „Bester unveröffentlichter Sommerfilm“ nominiert. Der Preis ging bei der Verleihung am 3. Juni 2007 an den Actionfilm Transformers.[21] Bei den MTV Movie Awards 2008 gewann Zac Efron den Preis als „Bester Newcomer“ für Hairspray, Nikki Blonsky war ebenfalls für diese Kategorie nominiert.
- Außerdem gewann Hairspray den Teen Choice Award in der Kategorie „Bester Sommerfilm – Komödie oder Musical“[22].
- Überdies wurde er in den vier Kategorien „Bester Film (Komödie/Musical)“, „Bester Filmsong“, „Bestes Szenenbild“ und „Bestes Kostümdesign“ für die Satellite Awards 2007 nominiert.
- Nikki Blonsky gewann bei den Online Film Critics Society Awards 2007 als „Beste Newcomerin“ und bei der Broadcast Film Critics Association 2008 als „Beste Jungdarstellerin“. Ebenfalls bei der Broadcast Film Critics Association gewann der Film 2008 den Preis für das „Beste Schauspielensemble“.
- Außerdem war Hairspray nominiert für den Japanese Academy Award als „Bester ausländischer Film“.
- Bei den Screen Actors Guild Awards 2008 war der Film in der Kategorie „Bestes Schauspielensemble“, bei den British Academy Film Awards 2008 in der Kategorie „Beste Maske“ nominiert.
- Bei den Grammy Awards 2008 war der Soundtrack in der Kategorie „Bestes zusammengestelltes Soundtrackalbum für Film, Fernsehen oder visuelle Medien“ nominiert.
- Queen Latifah war für den Image Award 2008 als „Beste Nebendarstellerin“ nominiert.
- Der People’s Choice Award 2008 gewann in der Kategorie „Favorite Song from A Soundtrack“ das Lied You Can’t Stop the Beat aus Hairspray.
- Die Deutsche Film- und Medienbewertung FBW in Wiesbaden verlieh dem Film das Prädikat wertvoll.

## Gestrichene Fortsetzung
Aufgrund des finanziellen Erfolgs, bat New Line Cinema John Waters ein Drehbuch für eine Fortsetzung zu schreiben. Waters setzte erneut auf die Unterstützung von Regisseur und Choreograph Adam Shankman und der Komponisten Marc Shaiman und Scott Wittman, die die Musikstücke für den Film schreiben sollten.
Die Story hätte sich erneut auf Tracy, diesmal Ende der 1960er Jahre, inmitten der Ära der Musik und der British Invasion fokussiert. Hintergrundhandlung wäre der Vietnamkrieg gewesen. Obwohl keine Besetzung festgelegt war, erhoffte sich New Line Cinema einen Großteil der alten Besetzung. John Travolta lehnte allerdings schon frühzeitig ab, mit der Begründung, er „sei kein großer Fan von Fortsetzungen“.
Die Fortsetzung war für Mitte Juli 2010 angekündigt. Jedoch berichtete Regisseur Shankman der britischen Presse im Juni 2010, dass Hairspray 2: White Lipstick nicht weiter in Entwicklung sei. Shaiman verkündete wenig später offiziell, dass es keine Fortsetzung geben wird.